# Кухарец, Евгений Иванович
Евгений Иванович Кухарец (укр. Євген Іванович Кухарець; 7 ноября 1945, с. Велюнь (ныне Дубровицкого района Ровненской области Украины) — 27 декабря 1987) — украинский советский хоровой дирижер, композитор, педагог, музыкант. Народный артист УССР (1982).

## Биография
Родился в семье колхозника. Трудовую деятельность начал учителем восьмилетней школы. По окончании в 1974 году Одесской государственной консерватории им. Неждановой (ученик Д. С. Загрецкого) работал хормейстером, с 1976 года более 10 лет был художественным руководителем и главным дирижёром Черкасского государственного заслуженного украинского народного хора.
Под его руководством коллектив достиг значительных творческих успехов. Художественные достижения хора отмечены Государственной премией имени Т. Шевченко. Принимал активное участие в культурно-художественной и общественной жизни Украины. Избирался председателем областного отделения Украинского фонда культуры. Депутатом районного совета народных депутатов г. Черкассы.
Создал ряд ярких песен, которые вошли в репертуар профессиональных и любительских коллективов.
Погиб в автокатастрофе и похоронен в Черкассах.

## Музыкальные произведения
Автор музыки к песням:
- «Земле моя»;
- «Яблунька з Черкаської землі»;
- «Дві тополі»;
- «Над колискою сина»
- «Ой, устану ранесенько»
- обработка украинских народных песен «Ой у полі два дубки», «Ой коли ж той вечір буде», «Ой над ставом гуски», «А мій милий, чорнобривий», «Закувала зозуленька» на сл. Т. Г. Шевченко,
- создал ряд музыкально-хореографических композиций: «З ланів Шевченкового краю», «Славні козаки — Чигиринці», «В Черкаському краї цвітуть рушники», «В ніч на Івана Купала», «Весняні хороводи і танці», «Зимові ігри», «Як ішли козаки, та із ярмарку» и др.

## Награды
За заслуги в развитии культуры и пропаганде искусства награждён орденом Дружбы народов и удостоен высшего почётного звания «Народный артист Украинской ССР» (1982).